# Alsóköcsény
Alsóköcsény (1899-ig Kucsin, szlovákul Kučín) község Szlovákiában, az Eperjesi kerületben, a Varannói járásban.

## Fekvése
Varannótól 7 km-re délkeletre, az Ondava bal partján fekszik.

## Története
A 18. század végén Vályi András így ír róla: „KUCSIN. Tót falu Zemplén Várm. földes Urai Lasztóczy, és Kiszely Uraságok, lakosai katolikusok, és oroszok, fekszik Hrabócz, és Klarányhoz fél fertálynyira. Határja 3 nyomásbéli, földgye hegyes, völgyes, gabonát, búzát leg inkább terem, erdeje bikkes, piatza Homonnán, és Galszécsen.”
Fényes Elek 1851-ben kiadott geográfiai szótárában így ír a faluról: „Kucsin, Zemplén vmegyében, tót falu, A.-Körtvélyes fil. 201 r. kath., 3 evang., 35 zsidó lak. 294 h. szántófölddel. F. u. Szentléleky, Bálpataky, Orosz, Kárász. Ut. p. N.-Mihály.”
Borovszky Samu monográfiasorozatának Zemplén vármegyét tárgyaló része szerint: „Alsóköcsény, azelőtt Kucsiny. Ondavamenti tót kisközség. Van 50 háza és 288, nagyobbára róm. kath. vallású lakosa. Postája Alsógyertyán, távírója és vasúti állomása Őrmező. A Bothfiak és osztályos atyafiaik ősi birtoka. 1428-ban már a Tussai Bódfi családot iktatják birtokába, de ez időtájt a Fekete családnak is van benne része. 1520-ban Hosszúmezey Györgyöt, 1562-ben Zay Ferenczet, 1570-ben Thury Jánost és Perselyi Miklóst, 1582-ben Szent-Ivány Györgyöt, Plagay Ambrust s 1787-ben Malikóczy Miklóst és Gábort vezetik be egyes részeibe. 1570-ben Kucsin alias Kunar néven találjuk feljegyezve. Az 1598-iki összeírás Tussay Albertet, Istvánt és Miklóst, Hosszúmezey Annát, Körtvélyesy Jánost és Zsigmondot, Szent-Lászlay Mihályt és Duka Pétert említi birtokosaiként. 1773-ban Borsy Kata, Fáy Antal, Szent-Léleky Ferencz és Kiszely Mihály az urai, azután a Bálpataky, Orosz, Borhy, Kárász, Fáy és Lasztóczy családok. Most nincs nagyobb birtokosa. Van itt egy régi úrilak, melyet még a Zákány család építtetett. Az itteni róm. kath. templomot 1850 körül építették.”
A trianoni diktátumig Zemplén vármegye Varannói járásához tartozott.

## Népessége
| Év:            | 1994. | 2004.    | 2014.   | 2024.   |
| -------------- | ----- | -------- | ------- | ------- |
| Emberek száma: | 399   | 493      | 525     | 536     |
| Eltérés:       |       | +23,55 % | +6,49 % | +2,09 % |

| Év:            | 2023. | 2024.   |
| -------------- | ----- | ------- |
| Emberek száma: | 539   | 536     |
| Eltérés:       |       | -0,55 % |

1910-ben 261, túlnyomórészt szlovák lakosa volt.
2001-ben 315 szlovák lakosa volt.
2011-ben 514 lakosából 445 szlovák és 59 roma.